# عجیم خان
عجیم خان (به انگلیسی: Ajim Khan) یک منطقهٔ مسکونی در پاکستان است که در مناطق قبیله‌ای فدرال واقع شده‌است.

## خصوصیات
عجیم خان ۱٬۸۱۴ متر بالاتر از سطح دریا واقع شده‌است.